# Carmelo Scampa
Carmelo Scampa (ur. 27 stycznia 1944 w Scandolara Ripa d’Olio) – włoski duchowny rzymskokatolicki pracujący w Brazylii, w latach 2003–2020 biskup São Luís de Montes Belos.

## Życiorys
Święcenia kapłańskie przyjął 27 czerwca 1971 i został inkardynowany do diecezji Cremona. Przez sześć lat pracował jako wikariusz w Cremonie. W 1977 wyjechał do Brazylii i rozpoczął pracę w diecezji Tocantinópolis. Był w niej m.in. rektorem niższego seminarium i wikariuszem generalnym. W latach 1998–2002 był sekretarzem regionu Centro-Oeste Konferencji Episkopatu Brazylii.
30 października 2002 została ogłoszona jego nominacja na biskupa diecezji São Luís de Montes Belos. Sakry biskupiej udzielił mu 5 stycznia 2003 arcybiskup Washington Cruz. 22 stycznia 2020 papież przyjął jego rezygnację z pełnionego urzędu.